# Helluomorphoides clairvillei
Helluomorphoides clairvillei är en skalbaggsart som beskrevs av Pierre François Marie Auguste Dejean. Helluomorphoides clairvillei ingår i släktet Helluomorphoides och familjen jordlöpare. Inga underarter finns listade i Catalogue of Life.